# Le Boulvé
Le Boulvé là một xã thuộc tỉnh Lot trong vùng Occitanie phía tây nam nước Pháp. Xã này nằm ở khu vực có độ cao trung bình 147 mét trên mực nước biển.